# Grzegorz Spychalski
Grzegorz Spychalski (ur. 6 maja 1960 w Szczecinie, zm. 23 czerwca 2016 tamże) – polski  profesor nauk ekonomicznych, urzędnik państwowy, prezes Agencji Restrukturyzacji i Modernizacji Rolnictwa (2006–2007), nauczyciel akademicki

## Życiorys
W 1992 uzyskał stopień doktora nauk rolniczych w zakresie zootechniki po obronie rozprawy Badania nad oceną ekonomicznej i produkcyjnej efektywności chowu bydła mlecznego z wykorzystaniem systemów informatycznych (promotor: prof. Lech Pałasz) na Wydziale Zootechnicznym Akademii Rolniczej w Szczecinie, zaś w 2000 stopień doktora habilitowanego nauk ekonomicznych w zakresie ekonomii na podstawie rozprawy Przekształcenia rolnictwa państwowego w Polsce w okresie transformacji systemowej (1990–1998) na Wydziale Ekonomiczno-Rolniczym Szkoły Głównej Gospodarstwa Wiejskiego w Warszawie. W 2006 uzyskał tytuł profesora nauk ekonomicznych. 
Był m.in. dyrektorem Instytutu Włókien Naturalnych i Roślin Zielarskich w Poznaniu oraz wiceprezesem Stowarzyszenia Ekonomistów Rolnictwa i Agrobiznesu. W latach 2006–2007 piastował funkcję prezesa Agencji Restrukturyzacji i Modernizacji Rolnictwa. Był również profesorem zwyczajnym Katedry Ekonomii Wydziału Nauk Ekonomicznych Politechniki Koszalińskiej oraz Katedry Ekonomii Wydziału Ekonomicznego Zachodniopomorskiego Uniwersytetu Technologicznego w Szczecinie.

## Wybrane publikacje
- Mezoekonomiczne aspekty kształtowania rozwoju obszarów wiejskich. Instytut Rozwoju Wsi i Rolnictwa Polskiej Akademii Nauk, Warszawa 2005. ISBN 83-89900-03-3
- Wspieranie działalności grup producentów rolnych w polskiej polityce rolnej. „Acta Sci. Pol.”, Oeconomia 2007, 6, 4, s.95-103[5]
- Determinanty wyboru roślin włóknistych i zielarskich w strukturze upraw gospodarstw rolnych. „Econ. Reg. Stud.” 2014, 7, 3, s.14-26[6]
- Rola Instytutu Włókien Naturalnych i roślin zielarskich w kształtowaniu sektora biogospodarki w Polsce. „Econ. Reg. Stud.” 2015, 8, 1, s.19-34 (wsp. Jerzy Mańkowski, Jacek Kołodziej)[7]